# Кіцукі
Кіцу́кі (яп. 杵築市) — місто в Японії, у префектурі Ойта.

## Клімат
| Клімат Кіцукі                                       | Клімат Кіцукі | Клімат Кіцукі | Клімат Кіцукі | Клімат Кіцукі | Клімат Кіцукі | Клімат Кіцукі | Клімат Кіцукі | Клімат Кіцукі | Клімат Кіцукі | Клімат Кіцукі | Клімат Кіцукі | Клімат Кіцукі | Клімат Кіцукі |
| Показник                                            | Січ.          | Лют.          | Бер.          | Квіт.         | Трав.         | Черв.         | Лип.          | Серп.         | Вер.          | Жовт.         | Лист.         | Груд.         | Рік           |
| Абсолютний максимум, °C                             | 23,3          | 25,5          | 26,8          | 30,4          | 30,8          | 33,9          | 36,9          | 37,8          | 36,5          | 32,4          | 27,9          | 24,4          | 37,8          |
| Середній максимум, °C                               | 9,9           | 10,6          | 13,6          | 18,6          | 22,6          | 25,6          | 29,4          | 30,6          | 27,6          | 22,7          | 17,4          | 12,5          | 20,1          |
| Середня температура, °C                             | 5,0           | 5,7           | 8,6           | 13,4          | 17,7          | 21,4          | 25,3          | 26,3          | 23,1          | 17,7          | 12,3          | 7,3           | 15,3          |
| Середній мінімум, °C                                | 0,4           | 0,9           | 3,7           | 8,2           | 13,0          | 17,8          | 22,1          | 22,9          | 19,6          | 13,2          | 7,5           | 2,5           | 11,0          |
| Абсолютний мінімум, °C                              | −6,8          | −7,6          | −4,3          | −0,9          | 1,4           | 5,9           | 11,0          | 14,6          | 8,4           | 3,8           | −0,3          | −4,9          | −7,6          |
| Середня кількість сонячних годин на місяць          | 141,8         | 144,4         | 164,9         | 188,7         | 194,5         | 157,8         | 193,3         | 215,9         | 163,5         | 172,6         | 147,6         | 148,2         | 2042,5        |
| Норма опадів, мм                                    | 42.5          | 60.5          | 109.0         | 120.5         | 148.3         | 263.4         | 252.3         | 134.5         | 170.6         | 87.0          | 57.4          | 38.0          | 1466.9        |
| --------------------------------------------------- | ------------- | ------------- | ------------- | ------------- | ------------- | ------------- | ------------- | ------------- | ------------- | ------------- | ------------- | ------------- | ------------- |
| Джерело: Метеорологічне управління Японії (рекорди) |               |               |               |               |               |               |               |               |               |               |               |               |               |